# Альберг, Грета
Грета Альберг (швед. Grete Ahlberg; род. 29 мая 1998 года) — шведская легкоатлетка, специализирующаяся в метании молота. Чемпионка Швеции 2018 года.

## Биография
Грета Альберг родилась 29 мая 1998 года в Швеции.
Дебютировала на международной арене в 2015 году на чемпионате мира среди юношей. На национальных соревнованиях выступает за клуб «Hammarby IF».
В 2018 году победила на чемпионате Швеции с личным рекордом 67,17 м, а также стала серебряным призёром ежегодных соревнований легкоатлетических сборных Финляндии и Швеции «Finnkampen».
В 2018 и 2019 годах становилась серебряным и бронзовым призёром чемпионата Швеции в помещении в метании веса.

## Основные результаты
| Год  | Соревнования                   | Место проведения   | Место  | Результат |
| ---- | ------------------------------ | ------------------ | ------ | --------- |
| 2015 | Чемпионат мира среди юношей    | Кали, Колумбия     | 9 (q2) | 52,89 м   |
| 2016 | Чемпионат мира среди юниоров   | Быдгощ, Польша     | 8      | 58,65 м   |
| 2017 | Чемпионат Европы среди юниоров | Гроссето, Италия   | 11     | 50,72 м   |
| 2017 | Finnkampen                     | Стокгольм, Швеция  | 5      | 64,25 м   |
| 2018 | Кубок Европы среди молодёжи    | Лейрия, Португалия | 8      | 62,64 м   |
| 2018 | Finnkampen                     | Тампере, Финляндия | 2      | 66,34 м   |
| 2019 | Кубок Европы среди молодёжи    | Шаморин, Словакия  | 4      | 65,69 м   |